# Lucjan Błaszczyk
Lucjan Sylwester Błaszczyk (ur. 28 grudnia 1974 w Lwówku Śląskim) – polski tenisista stołowy. Przez wiele lat członek kadry narodowej i olimpijskiej mężczyzn w Polsce w tenisie stołowym. Jest sponsorowany przez niemiecką firmę tenisa stołowego Tibhar. Występuje w Polskiej Superlidze Tenisa Stołowego jako zawodnik ZKS Palmiarnia Zielona Góra. W światowym rankingu ITTF najwyżej uplasował się na 19. miejscu. Jeden z najbardziej utytułowanych polskich tenisistów stołowych.
W kwietniu 2011 roku, po 16 latach gry w Niemczech, wrócił do Polski.
- Styl gry: praworęczny, obustronny atak topspinowy w półdystansie

## Sprzęt
- Deska: Tibhar Curious OFF
- Okładziny: Tibhar Evolution MX-P (grubość podkładu: Max; po obu stronach)

## Osiągnięcia
- Srebrny medalista Mistrzostw Europy w grze podwójnej w parze z Wang Zengyi (2009)
- 1. miejsce w German Open z cyklu ITTF Pro Tour w turnieju drużynowym z reprezentacją Polski w 2008
- 3. miejsce w turnieju Bogoria Grodzisk Cup w 2008
- Srebrny medalista Mistrzostw Europy w grze podwójnej w parze z Chorwatem Tan Ruiwu w 2007
- 2-krotny brązowy medalista Mistrzostw Europy w turnieju drużynowym z reprezentacją Polski w 2000 i 2007
- 1. miejsce w turnieju ITTF Pro Tour Polish Open w grze podwójnej w parze z Wang Zengyi w 2006 i w 2008
- Srebrny medalista Mistrzostw Europy w grze podwójnej w parze z  Tomaszem Krzeszewskim w 2002
- Mistrz Europy w grze mieszanej w parze z Ni Xialian w 2002
- Srebrny medalista Mistrzostw Europy w turnieju drużynowym z reprezentacją Polski w 1998
- 15-krotny Mistrz Polski w grze podwójnej (1991, 1993, 1994, 1995, 1998, 1999, 2000, 2001, 2002, 2003, 2004, 2005, 2006, 2008, 2009)
- Srebrny medalista Mistrzostw Europy w grze podwójnej w parze z Andrzejem Grubbą 1996
- Międzynarodowy Mistrz Francji w grze podwójnej w parze z Tomaszem Krzeszewskim w 1997
- Międzynarodowy Mistrz Szwecji w grze podwójnej w parze z Tomaszem Krzeszewskim w 1997
- 2-krotny srebrny medalista Mistrzostw Polski w grze pojedynczej w 2004 i w 2006
- 11-krotny Mistrz Polski w grze pojedynczej w 1993, 1995, 1996, 1998, 1999, 2000, 2001, 2003, 2005, 2007, 2008
- 7-krotny  Mistrz Polski w grze mieszanej w 1993, 1995, 1996, 1998, 2000, 2001 i w 2004
- 4-krotny drużynowy Wicemistrz Polski (ZKS Drzonków 1992, 2012, Baildon Katowice 1994, 1995)
- Zwycięstwo w turnieju TOP 12 juniorów w 1990
- Występy w grze pojedynczej i podwójnej na Igrzyskach Olimpijskich w Atlancie w 1996, Sydney w 2000 i Atenach  w 2004 i w Pekinie w 2008

## Odznaczenia
- Krzyż Kawalerski Orderu Odrodzenia Polski – 2024[1]